# Aulacodiculture

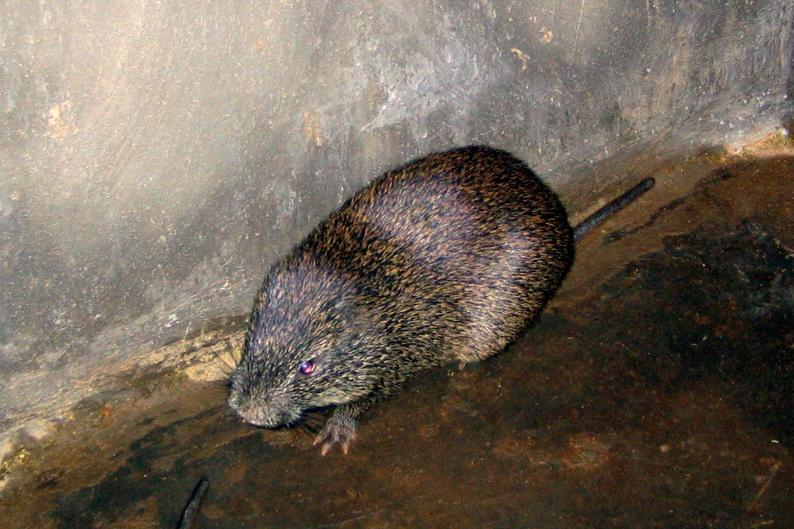
Grand aulacode

L'aulacodiculture désigne l'élevage d'aulacodes domestiques (« rats des roseaux »). Il s'agit plus précisément de l'élevage du grand aulacode (Thryonomys swinderianus aussi appelé agouti en Afrique de l'Ouest et hérisson en Afrique centrale) et non du petit aulacode (Thryonomys gregorianus). L'aulacodiculture a pour objet principal la production de viande à destination de l'alimentation humaine. On la retrouve dans les pays bordant le  golfe de Guinée et en Afrique centrale.